# Нет (песня)
«Нет» — песня, написанная Константином Меладзе и записанная российской певицей Полиной Гагариной. Композиция, спродюсированная Меладзе, была выпущена, как сингл 13 августа 2012 года.
Песня получила положительные отзывы от музыкальных критиков и выиграла награду в категории «Лучший клип» на премии RU.TV 2013.

## Предыстория и релиз
Впервые на публике композиция была исполнена 4 августа 2012 года на концерте в Рязани в рамках экологической акции «День чистого города».

## Реакция критики
Павел Пшенов из MuseCube.org дал песне положительную оценку и поставил 4 с половиной балла из 5-и. «Если песня повторит неплохие результаты „Спектакля“, то это будет ожидаемо; если превзойдёт — то песня войдёт в „золотой фонд“ отечественной поп-музыки, как произведение небанальное и в чём-то даже выдающееся», — отмечал автор.
На премии RU.TV 2013 «Нет» получила две номинации: «Лучшая песня» и «Лучший клип». Композиция победила в последней из номинаций.

## Музыкальное видео
Видеоклип на песню был снят в июле 2012 года. Режиссёром выступил Алан Бадоев. Релиз клипа прошёл 31 августа 2012 года на канале Ello (YouTube).

## Чарты
| Страна/территория (Чарт)            | Высшая Позиция |
| ----------------------------------- | -------------- |
| СНГ (Tophit Общий Топ-100)          | 3              |
| СНГ (Tophit Топ-100 по заявкам)     | 4              |
| Россия (Tophit Российский Топ-100)  | 10             |
| Россия (Tophit Московский Топ-100)  | 16             |
| Россия (Tophit Питерский Топ-100)   | 17             |
| Украина (Tophit Украинский Топ-100) | 1              |
| Украина (Tophit Киевский Топ-100)   | 2              |
| Латвия                              | 5              |
| iTunes (Россия)                     | 1              |

## Награды и номинации
| Год  | Награда      | Номинированная работа | Категория    | Результат |
| ---- | ------------ | --------------------- | ------------ | --------- |
| 2013 | Премия RU.TV | «Нет»                 | Лучшая песня | Номинация |
| 2013 | Премия RU.TV | «Нет»                 | Лучший клип  | Победа    |